# Nister-Möhrendorf
Nister-Möhrendorf là một đô thị trong huyện Westerwald bang Rheinland-Pfalz thuộc nước Đức. Đô thị Nister-Möhrendorf có diện tích km², dân số là người (31/12/2006).